# Гнезно (Гродненская область)

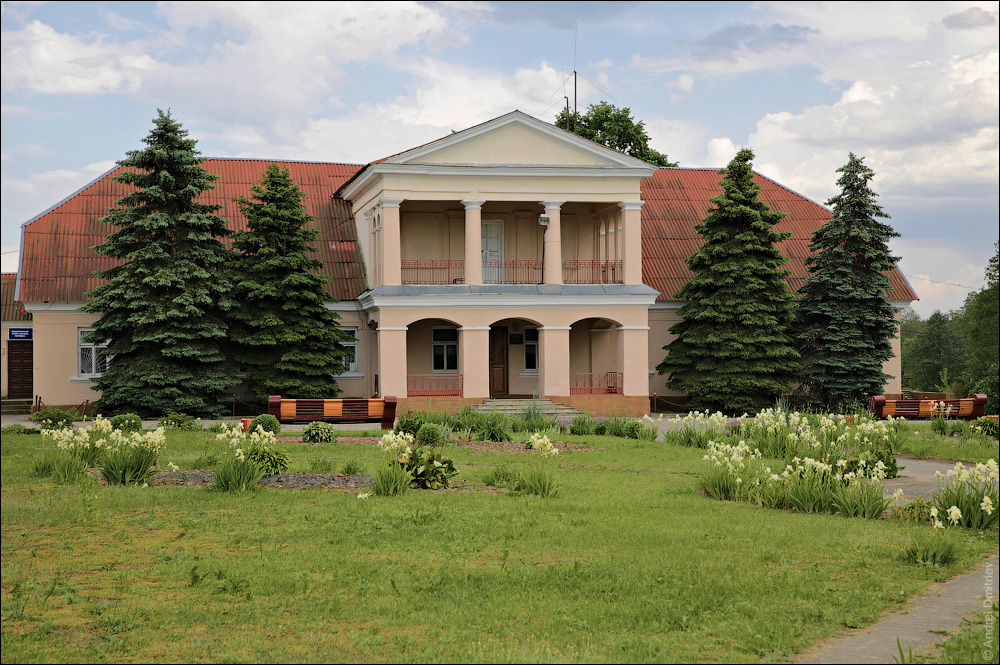
Усадьба Тарасовичей

Гнезно (бел. Гнезна) — агрогородок в Волковысском районе Гродненской области Белоруссии. Население 523 человека (2007). Административный центр Гнезновского сельсовета.

## География
Посёлок расположен в 7 км к юго-западу от Волковыска . В одном километре к юго-западу от посёлка находится железнодорожная станция Голынка на ветке Волковыск — Свислочь. Через посёлок протекает река Россь в своём верхнем течении. В 2007 году агрогородок насчитывал 523 жителя.

## История
Впервые Гнезно (под названием Гнездо) упоминается в XV веке как имение, перешедшее в собственность рода Монивидовичей. В 1449 великий князь Казимир IV передал Гнездо Николаю Вашвиловичу. Позже имение стало собственностью Шеметов. В 1524 они начали в Гнезно строительство католической церкви Святого Михаила, сохранившегося до наших дней.
В 1555 году Гнезно приобрел Иероним Ходкевич, который женился на Анне Шемет. Впоследствии Гнезно принадлежало Олендским и Ромерам. В XVII-XVIII вв. Гнезно имело статус местечка, ядром которого стала территория вокруг костёла.
В результате третьего раздела Речи Посполитой (1795) Гнезно оказалось в составе Российской империи, в Волковысском уезде Гродненской губернии. В 1-й половине XIX века местечко перешло во владение Тарасовичей, которые выстроили в посёлке усадьбу, хорошо сохранившуюся до наших дней.
Согласно Рижскому мирному договору (1921) Гнезно оказалась в составе межвоенной Польской Республики, где стало центром гмины Волковысского повята Белостокского воеводства.
В 1939 году Гнезно вошло в состав БССР.

## Достопримечательности
- Католическая церковь Святого Михаила, 1524 г.
- Усадьба Тарасовичей, XIX век